# Abdullatif bin Raschid al-Sajani

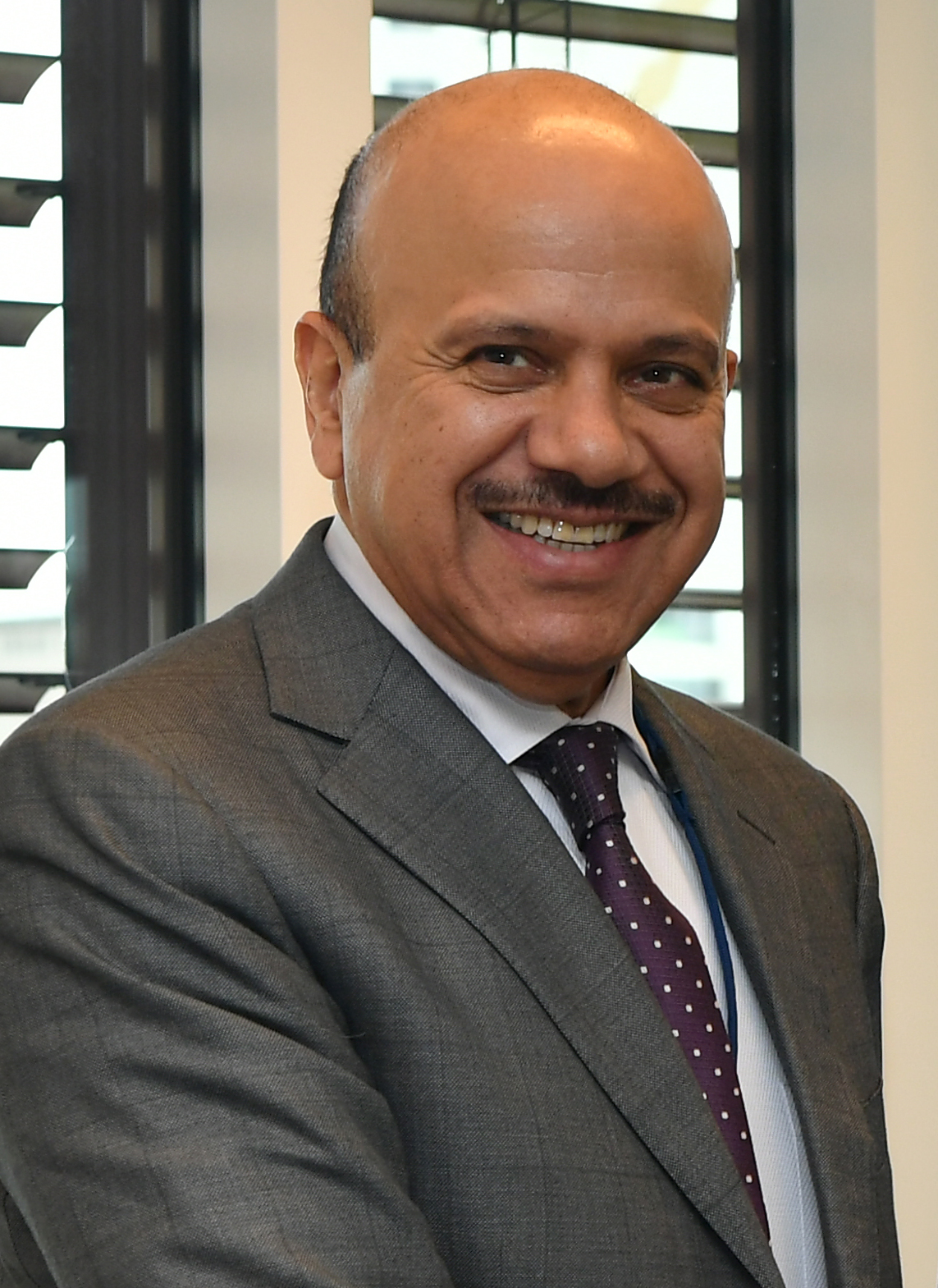
Abdullatif bin Raschid al-Sajani (2019)

Abdullatif bin Raschid al-Sajani (arabisch عبد اللطيف بن راشد الزياني Abdullatif bin Raschid az-Zayani, DMG ʿAbd al-Laṭīf b. Rāšid az-Zayānī, * 15. April 1954 in al-Muharrak) ist ein
bahrainischer Ingenieur, Soldat und Politiker. Er ist seit 2020 bahrainischer Außenminister. Zuvor war er vom 1. April 2011 bis Februar 2020 Generalsekretär des Golf-Kooperationsrates (GKR) gewesen.

## Leben
Sajani besuchte die Royal Military Academy Sandhurst in Großbritannien. Im Jahre 1978 absolvierte er das Aeronautical Engineering Program (deutsch: Programm für Luftfahrttechnik) in Perth, Schottland. Er erhielt 1980 einen Master-Abschluss in Logistikmanagement vom Air Force Institute of Technology (deutsch: Luftwaffen-Institut für Technologie) der Air University auf der Wright-Patterson Air Force Base in Dayton, USA. Er promovierte 1986 in Operations Research an der Naval Postgraduate School der United States Navy in Monterey und absolvierte 1988 das Command and General Staff College auf dem Militärstützpunkt Fort Leavenworth in der Nähe von Leavenworth im US-Bundesstaat Kansas. Dort erhielt er das Sword of Honour und den Titel eines Master Logistician von der US Army. 2008 besuchte er die Harvard-Universität.
Im Januar 2020 wurde Sajani Außenminister Bahrains und ersetzte seinen Vorgänger Chalid bin Ahmad Al Chalifa.